# Bayfield (Wisconsin, nagyváros)
Bayfield nagyváros (city) az USA Wisconsin államának Bayfield megyéjében. Lakosainak száma 584 fő (2020. április 1.).

## Népesség
A település népességének változása:

| 2010 | 487 |
| 2020 | 584 |